# Cantonul Menton-Est
Cantonul Menton-Est este un canton din arondismentul Nice, departamentul Alpes-Maritimes, regiunea Provence-Alpes-Côte d'Azur, Franța.

## Comune
- Castellar
- Menton (parțial, reședință)